# Antennablennius
Antennablennius is een geslacht van straalvinnige vissen uit de familie van naakte slijmvissen (Blenniidae). Het geslacht is voor het eerst wetenschappelijk beschreven in 1931 door Fowler.

## Soorten
- Antennablennius adenensis Fraser-Brunner, 1951
- Antennablennius australis Fraser-Brunner, 1951
- Antennablennius bifilum (Günther, 1861)
- Antennablennius ceylonensis Bath, 1983
- Antennablennius hypenetes (Klunzinger, 1871)
- Antennablennius simonyi (Steindachner, 1902)
- Antennablennius variopunctatus (Jatzow & Lenz, 1898)